# 杉山洋子
杉山 洋子（すぎやま ようこ、1930年8月2日 - ）は、日本の英文学者、関西学院大学名誉教授。

## 略歴
台湾生まれ。関西学院大学文学部英文科卒、ミシガン大学に学ぶ。1971年ヴァージニア・ウルフ論で関西学院大学文学博士。関西学院大学文学部助教授、教授、2001年定年退任、名誉教授、帝塚山学院大学教授。

## 著書
- 『ファンタジーの系譜 妖精物語から夢想小説へ』（中教出版） 1979

### 共著
- 『古典ゴシック小説を読む ウォルポールからホッグまで』（長尾知子, 惣谷美智子, 神崎ゆかり共著、英宝社） 2000

## 翻訳
- 『夢想の秘密』（The Cream of The Jest、ジェイムズ・ブランチ・キャベル、国書刊行会、世界幻想文学大系29） 1979
- 『牧神の祝福』（The Blessing of Pan、ロード・ダンセイニ、月刊ペン社、妖精文庫） 1981
- 『オーランドー』（Orlando: A Biography、ヴァージニア・ウルフ、国書刊行会、世界幻想文学大系39） 1983、のち新版 1992、のちちくま文庫 1998
- 『ペンタメローネ 五日物語』上・下（Pentamerone、ジャンバッティスタ・バジーレ、三宅忠明共訳、大修館書店） 1995、のちちくま文庫（上・下） 2005
- 『妖精物語の国へ』（Tree and Leaf、J・R・R・トールキン、ちくま文庫） 2003

## 参考
- 『現代日本人名録』 2002